# Roland Jacobi
Roland Jacobi (ur. 9 marca 1893 w Bańskiej Bystrzycy, zm. 22 maja 1951 w Budapeszcie) – węgierski tenisista stołowy, mistrz świata. 
Siedmiokrotny medalista mistrzostw świata. Podczas pierwszych mistrzostw globu w Londynie w 1926 roku triumfował w grze pojedynczej, podwójnej (w parze z Dánielem Pécsi) i drużynowo. W rywalizacji drużynowej mężczyzn zdobywał złote medale również w 1928 i 1929 roku. Sześciokrotnie był mistrzem Węgier w latach 1909–1925: dwukrotnie w grze pojedynczej (1909, 1910), trzykrotnie w grze podwójnej (1909-11) oraz w grze mieszanej (1925).